# Colletes diodontus
Colletes diodontus là một loài Hymenoptera trong họ Colletidae. Loài này được Benoist mô tả khoa học năm 1958.